# Gadolinij
Gadolinij je kemijski element atomskog (rednog) broja 64 i atomske mase 157,25(3). U periodnom sustavu elemenata predstavlja ga simbol Gd.
Gadolinij je 1880. godine otkrio Jean de Marignac (Francuska). Ime je dobio u čast finskog kemičara i mineraloga Johana Gadolina.
Gadolinij je metal srebrnog bijelog izgleda i metalnog sjaja, koji pripada u skupinu rijetkih zemnih elemenata, koji se kristalizira u šesterostrane, alfa oblike na sobnoj temperaturi, dok zagrijan na 1234 °C ili više prelazi u beta oblik koji ima kubičnu strukturu. 
Za razliku od ostalih rijetkih zemnih elemenata, gadolinij je realativno stabilan u sobnim uvjetima dok u vlažnijim uvjetima brzo tamni te stvara slabo vezani oksidni sloj koji se odvaja i otkriva površinu daljnjoj oksidaciji. Sporo reagira s vodom, a topljiv je u razrijeđenjim kiselinama. Metal se zapali na zraku ako se zagrije.
Gadolinij-157 najbolje apsorbira neutrone od svih elemenata, osim Ksenona-135, ali također vrlo brzo biva zasićen što mu umanjuje korisnost u ulozi materijala za kontrolu reakcije raspada u nuklearnim reaktorima.
Na sobnoj temperaturi je paramagnetskih svojstava, a postaje feromagnetičan na nižim temperaturama. Također je magnetokaloričan, odnosno njegova temperatura poraste kada ulazi u magnetskog polje i opada kada izađe iz polja, ali njegova legura Gd5(Si2Ge2) pokazuje znatno jači magnetokalorijski učinak.

## Primjena
Upotrebljava se u elektronici za proizvodnju mikrovalnih uređaja (kao gadolinij i itrij), katodnih cijevi (fosforni sloj ekrana) te u proizvodnji CD-ova i čipova.
Neobična metalurška svojstva gadolinija pri barem 1% ovog elementa u slitini utječu na obradivost željeza, kroma i svojstva njihovih legura na visokim temperaturama, odnosno na podložnost okisdaciji.
Zbog jakog apsorbiranja neutrona koristi se u određenim nukleranim reaktorima u nuklearnim podmornicama jer u početku usporava reakciju dok kasnije gadolinij izgara, nakupljaju se drugi proizvodi nuklearnog raspada koji usporavaju reakciju pa time omogućavaju dulji rad jezgre. Također se koristi u reaktorima CANDU tipa kao sredstvo za sekundarno zaustavljanje reaktora u slučaju nužde.
Paramagnetska svojstva gadolinija se koriste u medicini gdje kelati s ovim elementom ubrzavajući relaksaciju protona mjenjaju prikaz u dijelovima tijela. Zvog veličine kelat ne može proći održanu barijeru između krvotoka i mozga i slučne prepreke pa je MR signal pojačan u dijelovima tijela koji su bolje prokrvljeni ili gdje su takve membrane oštećene.
Također se koristi za detektore zračenja (RTG, X-zrake) zbog svoje sposbnosti otpuštanja fotona valne duljine od 540 nm (zeleno svjetlo je od 520 do 570 nm) čime je s drugim rijetkim zemnim elementima bio korišten kako u radiološkim folijama tako i u polimerima na matricama današnjih scintilacijskih i drugih detektora ((Gd2SiO5, GSO; obično dopiran s 0.1-1% Ce) za PET, detektori neutrona, ...). Pretvaranje energije kroz fotoelektrični efekt ima učinak do 20% što je posljedica dobre apsorpcije energije zračenja (RTG, X zrake) pri energiji od 50keV.
Također zbog ostalih spomenutih svojstava ima mogućnosti uporabe u osjetnicim topline, u spojevima za optičke premaze ((Gd3Ga5O12) za magneto-optičke diskove)